# NGC 6791
NGC 6791 هي مجرة تتبع كوكبة القيثارة. اكتشفها تيودور فريدريك أوغست في 1 ديسمبر 1853.

## روابط خارجية
- NGC 6791 على موقع ويكي سكاي: DSS2, SDSS, GALEX, IRAS, Hydrogen α, X-Ray, Astrophoto, Sky Map, Articles and images